# エミール・バイラミ
エミール・バイラミ（Emir Bajrami, 1988年3月7日 - ）は、ユーゴスラビア（現コソボ）・プリシュティナ出身の元スウェーデン代表サッカー選手。現役時代のポジションはMF、FW。アルバニア人である。

## 経歴
ユーゴスラビアのプリシュティナで生まれ、1992年にスウェーデンに移住した。
2006年にIFエルフスボリでプロデビューを果たし、2010年6月、FCトゥヴェンテに4年の契約で移籍した。移籍金は未公表。
2015年3月17日、ギリシャ・スーパーリーグのパナシナイコスを退団し古巣であるエルフスボリに復帰することが発表された。2018シーズン終了後、現役を引退した。

## 代表歴
スウェーデン代表としてUEFA U-21欧州選手権2009で活躍し、2010年にはオマーン戦でA代表デビューを果たした。2010年8月11日の親善試合・スコットランド戦で代表初得点を記録。

## タイトル
クラブ
エルフスボリ
- アルスヴェンスカン : 2006
- スウェーデン・スーパーカップ : 2007

トゥヴェンテ
- KNVBカップ : 2010-11
- ヨハン・クライフ・スハール : 2011, 2012

モナコ
- リーグ・ドゥ : 2012-2013

パナシナイコス
- キペロ・エラーダス : 2013-14